# Steckvorrichtung
Eine Steckvorrichtung darf bestimmungsgemäß unter elektrischer Spannung oder Last eingesteckt und getrennt werden. 
In Deutschland braucht ein Gerät bzw. eine Maschine bis zu einem maximalen Leiterstrom von 16 A (bei einphasigen Verbraucher und einer Nennspannung von 230 V entspricht dies einer Leistung von 3680 W) keinen Hauptschalter und darf stattdessen mittels einer Steckvorrichtung ausgestattet sein. Die Grenze von 16 A ist festgelegt in DIN VDE 0100-460.
In Deutschland, Österreich und der Schweiz ist eine Voraussetzung für die Steckvorrichtung der voreilende Kontakt des Schutzleiters beim Einstecken und das nacheilende Trennen des Schutzleiters beim Ausstecken. Das bekannteste Beispiel in Deutschland und Österreich für eine Steckvorrichtung ist der Schukostecker, in der Schweiz der SEV-1011-Stecker.
Das Gegenteil ist ein Steckverbinder, der niemals unter Last und zum Teil auch nicht unter Spannung verbunden und getrennt werden darf.